# منظور شخص أول

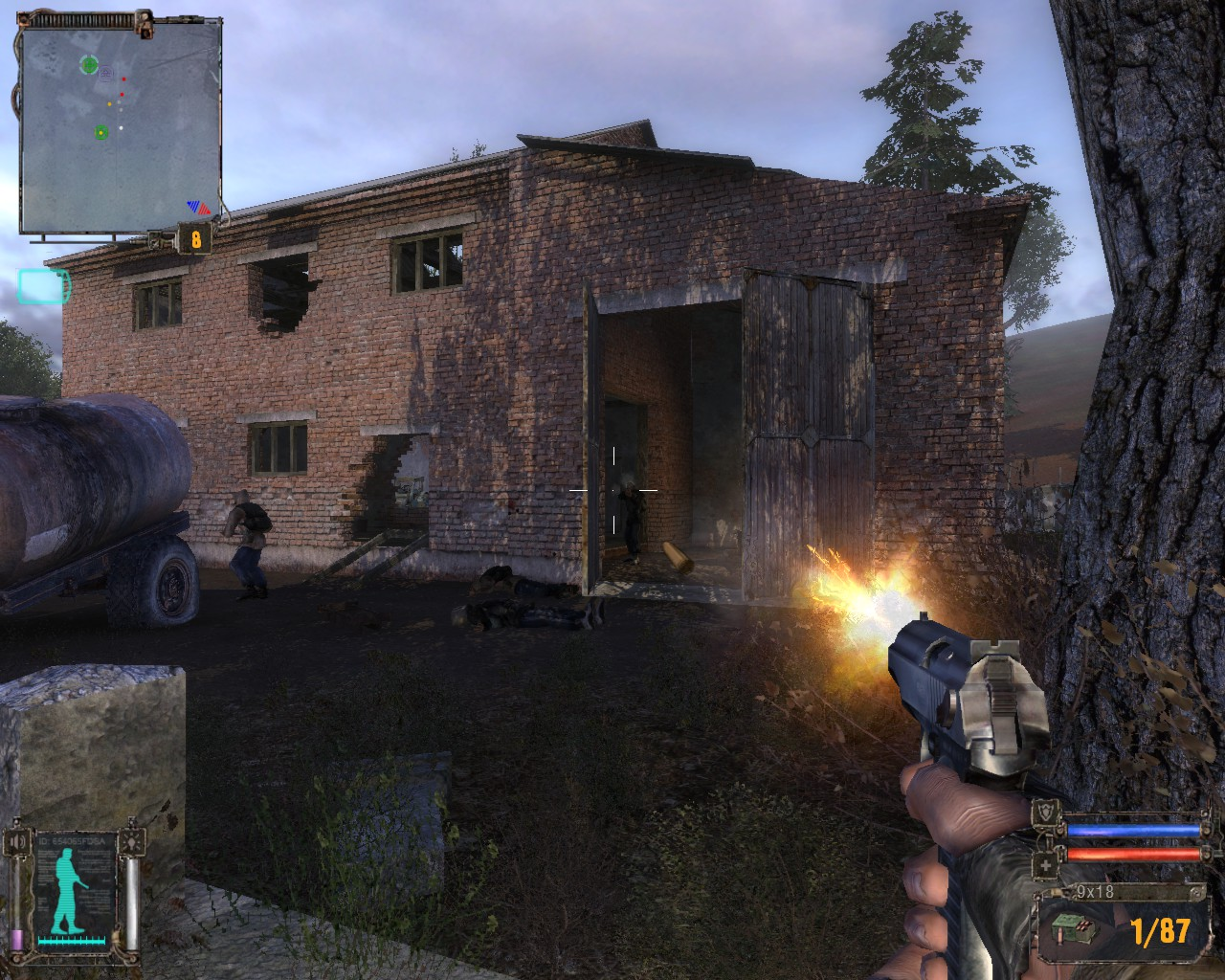
صورة من لعبة ستالكير: :ظل تشيرنوبل.

منظور الشّخص الأوَّّل (بالإنجليزية: First-person)‏، هي نوع من ألعاب الفيديو التي لايرى فيها اللاعب الشخصية التي يتحكم بها في حالة ألعاب القتال أو المغامرة أو لا يرى المركبة التي يقودها (لأنه يكون داخل المركبة)، وأغلب ألعاب التصويب تكون من منظور الشخص الأول، أي أنّه يرى من خلال عيون الشّخصية التي يُمثلها.

## أمثلة عن هذه النوعية من الألعاب
- باتلفيلد (ساحة المعركة).
- كول أوف ديوتي (نداء الواجب).